# Elena Cuadrado
Elena Cuadrado Sánchez (Palencia, 15 de abril de 1999) es una jugadora de balonmano española que juega de primera línea en la División de Honor española para el Elda Prestigio y en la selección española. 

## Trayectoria
Criada en el Club Balonmano Palencia, empezó jugando de extremo en la División de Honor Plata. 
Desde allí se mudó a Valladolid para jugar con el Aula durante 5 temporadas, con un subcampeonato de la Copa de la Reina, varias participaciones en la EHF Challenge Cup y logros personales como varias veces "Guerrera de la jornada", 7 ideal de la Copa de la Reina o Mejor Joven Promesa en el año 2017/18. Llegó con 18 años y debutó en la máxima competición del balonmano español. Allí coincidió con otras grandes jugadores españolas como las españolas Eli Cesáreo, Bea Puertas, Lulu Guerra, Cristina Cifuentes o la argentina Joana Bolling.
Más de 100 partidos en la Liga Guerreras Iberdrola y más de 350 goles le avalaron para el salto a uno de los grandes de la época, el Málaga Costa del Sol, donde llegó en la temporada 2022–23. Con el equipo malagueño consiguió su primer título de clubes, conquistando la Liga Guerreras Iberdrola en la temporada 2022-23. Con el Málaga jugó también la EHF European League en la misma temporada (hasta la descalificación del equipo costasoleño) y fue parte del equipo que consiguió acceder a la fase de grupos de la EHF European League 2023-24.
En abril de 2024 se anunció que no seguiría en la disciplina malagueña y, el mismo día, se anunció su fichaje por el Elda Prestigio.

### Clubes
- – 17: Club Balonmano Palencia
- 2017 – 22: Aula Cultural
- 2022 – 24: Club Balonmano Femenino Málaga Costa del Sol
- 2024 –: Elda Prestigio.

#### Datos (Actualizados a septiembre de 2023)[8]
| Liga     | Liga  | Copa     | Copa  | Europa   | Europa |
| Partidos | Goles | Partidos | Goles | Partidos | Goles  |
| -------- | ----- | -------- | ----- | -------- | ------ |
| 144      | 419   | 25       | 60    | 4        | 17     |

### Selección
Con 5 partidos con la absoluta pero una fija en las concentraciones nacionales o las selecciones júnior y juveniles (con la que jugó un mundial) con 45 partidos se proclamó campeona de los Juegos del Mediterráneo del 2022 en un equipo de leyenda en la que compartió vestuario con Carmen Campos, Kaba Gassama, Ester Arrojeria, Sarah Valero o Paula Valdivia.

## Palmarés

### Clubes
- 1 x Liga Guerreras Iberdrola (2022–23)[5]

### Selección española
- 1 x Medalla de Oro en los Juegos del Mediterráneo (2022)
- 1 x Medalla de Oro en el Campeonato del Mundo Universitario (2024)[14]

### Distinciones individuales
- Mejor Joven Promesa